# 山芥叶蔊菜
山芥叶蔊菜（学名：Rorippa barbareifolia）为十字花科蔊菜属下的一个种。

## 扩展阅读
- 維基物種上的相關：山芥叶蔊菜